# Мешеища
Мешеища или понякога книжовно Мешевища (произнасяно в местния говор Мешеишча, на македонска литературна норма: Мешеишта) е село в община Дебърца на Северна Македония.

## География
Селото е разположено северно от Охрид на левия бряг на река Сатеска, при изхода на реката от Дебърцата.

## История
В „Етнография на вилаетите Адрианопол, Монастир и Салоника“, издадена в Константинопол в 1878 година и отразяваща статистиката на населението от 1873 година Мешеища (Méchéischta) е посочено като село с 85 домакинства с 6 жители мюсюлмани и 238 жители българи.
Църквата „Св. св. Петър и Павел“ е от 1899 година.
Според Васил Кънчов в 90-те години на XIX век Мишеища е хубаво село с около 50 къщи. Според статистиката му („Македония. Етнография и статистика“) в 1900 година Мешейща е населявано от 900 жители, всички българи християни.
На Етнографската карта на Битолския вилает на Картографския институт в София от 1901 година Мешеишча е чисто българско село в Охридската каза на Битолския санджак със 119 къщи.
В началото на XX век цялото население на селото е под върховенството на Българската екзархия. По данни на секретаря на екзархията Димитър Мишев („La Macédoine et sa Population Chrétienne“) в 1905 година в Мишеища има 1040 българи екзархисти и селото функционира българско училище.
В 1978 година е осветена църквата „Свети Никола“. На 2 август 2002 година митрополит Тимотей Дебърско-Кичевски освещава и поставя темелния камък на манастира „Свети Илия“.
Според преброяването от 2002 година селото има 779 жители.
| Националност | Всичко |
| македонци    | 776    |
| албанци      | 0      |
| турци        | 0      |
| роми         | 0      |
| власи        | 1      |
| сърби        | 0      |
| бошняци      | 0      |
| други        | 2      |

До 2004 година селото е център на община Мешеища.

## Личности
Родени в Мешеища
- Андрея Наумов, арестуван през септември 1903 година, обвинен в „даване на укритие и помощ на българските бунтовници“, осъден на 6 години каторга, заточен в Диарбекир, амнистиран с общата амнистия от 12 април 1904 година[8]
- Горазд (псевдоним), ръководител на селския революционен комитет през 1907 година[9]
- Иван Андреев (1853 – 1922), български опълченец
- Кръстан Петре Алексо, арестуван през септември 1903 година, обвинен в „даване на укритие и помощ на българските бунтовници“, осъден на 3 години каторга, заточен в Диарбекир, амнистиран с общата амнистия от 12 април 1904 година[10]
- Митре Никола, арестуван през септември 1903 година, обвинен в „даване на укритие и помощ на българските бунтовници“, осъден на 3 години каторга, заточен в Диарбекир, амнистиран с общата амнистия от 12 април 1904 година[10]
- Наум Радически (1953 – 2014), писател от Република Македония
- Никола, свещеник, арестуван през септември 1903 година, обвинен в „даване на укритие и помощ на българските бунтовници“, осъден на 6 години каторга, заточен в Диарбекир, амнистиран с общата амнистия от 12 април 1904 година[10]
- Паун Богданов Бушинов, български революционер от ВМОРО[11]
- Ристе Георги, арестуван през септември 1903 година, обвинен в „даване на укритие и помощ на българските бунтовници“, осъден на 3 години каторга, заточен в Диарбекир, амнистиран с общата амнистия от 12 април 1904 година[12]
- Стефан Неделков, български революционер[13]
- Стоян Караджата, български революционер от ВМОРО, ръководител на мешеищката селска чета през Илинденско-Преображенското въстание, участва в нападението срещу турския лагер в местността Сирулски рид край Сируля на 21 юли[14]
- Трифун Ристо, арестуван през септември 1903 година, обвинен в „даване на укритие и помощ на българските бунтовници“, осъден на 3 години каторга, заточен в Диарбекир, починал преди общата амнистия от 12 април 1904 година[10]

Починали в Мешеища
- Гурко Динев (1869 – 1903), български революционер